# سهل بن زياد الآدمي
أبو سعيد سهل بن زياد الآدمي الرازي، (ت حول 255 هـ) راوي شيعي وهو ممّن كثرت روايته في الكتب الأربعة وقع إسمه في أكثر من 2300 رواية وبدون المكرر منها قد تصل إلى نصف هذا المقدار، له أكثر من 1573 رواية في الكافي، وفي التهذيب 442 رواية وفي الأستبصار 139 رواية، وقد اختلف في حاله علماء الشيعة على ثلاث أقوال:
- من وثّقه، وهم: الشيخ الطوسي في رجاله،[2] والوحيد البهبهاني،[3] والمحدث النوري،[4] وبحر العلوم،[5] وعبد الله الماقاني،[6] وقد إعتمد عليه الكليني في كتابه[7][8]، والشيخ المفيد، وأبو علي الحائري، والحر العاملي[9] ومحمد أمين الكاظمي.[10] وسليمان بن عبد الله الماحوزي[10]
- من ضعّفه، وهم: أحمد بن محمد بن عيسى الأشعري،[11] والفضل بن شاذان،[12] والشيخ الصدوق،[13] والنجاشي،[14][15] وابن الغضائري،[16] وأبو القاسم الخوئي،[17] والطوسي في الفهرست والإستبصار،[18][19]،وابن شهر آشوب،[20] والعلامة الحلي،[21] وابن داوود الحلي[11]، المحقق الحلي، والشهيد الثاني،[22] والشيخ البهائي، ومحمد صاحب المدارك.[23] ومحمد صالح المازندراني[24] وابن فهد الحلي، ويوسف البحراني، ومحمّد حسن النجفي[25]
- من أخذ بروايته دون توثيق، وهم: محمد باقر المجلسي ومحمد تقي المجلسي معتبراً إيّاه من مشايخ الإجازة، ويعتقد أن الرواية الواردة عن المشايخ الثقات رواية مقبولة.[26][27]